# Live cooking
Live cooking (dosłownie z ang.: „gotowanie na żywo”) – pokaz kulinarny, podczas którego kucharz przygotowuje potrawę w obecności obserwujących go gości. Często wchodzi również w interakcję z widzami. Goście mają okazję zobaczyć, jak wygląda proces tworzenia dań: przygotowanie składników, kolejne etapy procesu, ostateczne podanie potrawy. Jedną z form live cooking jest również wspólne gotowanie szefa kuchni z uczestnikami pokazu.

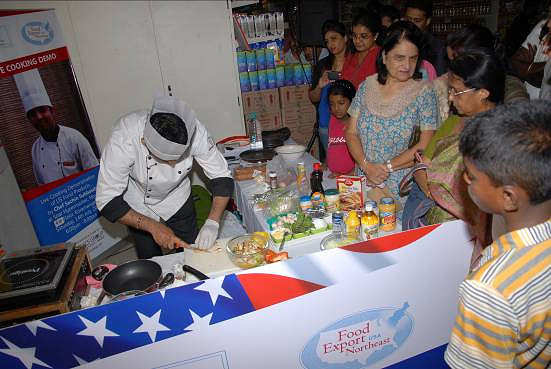
Kucharz w Indiach przygotowujący posiłek na oczach widzów w formule live cooking

W trakcie pokazu można się przyjrzeć profesjonalnej pracy szefa kuchni – jak kroi składniki, jak przyprawia dania, dekoruje potrawy. Obserwatorzy mogą mieć również wpływ na np. dobór składników.
Pokaz może odbywać się w restauracji, czy w specjalnie przygotowanym do tego studiu kulinarnym. Często stanowi o prestiżu danego miejsca, oferującego tę formę przygotowania i podawania posiłku. Jest uważany za dużą atrakcję dla widzów.

## Historia i popularność medialna
Idea gotowania na żywo rozpoczęła się już w 1927 roku, gdy amerykańska stacja radiowa NBC rozpoczęła emisję The Betty Crocker School of the Air – słuchowiska, które zyskało olbrzymią popularność wśród amerykańskiego społeczeństwa. Kolejne produkcje radiowe i telewizyjne zdobywały coraz większą popularność, aż stały się elementem kultury masowej. Przełom w popularności tej formy gotowania nastąpił wraz z rozpoczęciem emisji licznych telewizyjnych programów kulinarnych takich jak Master Chef, Top Chef czy (wyłącznie w Polsce) Hell’s Kitchen. Dzięki temu live cooking na stałe zakorzeniło się w masowej świadomości.
Polskie edycje programów zbierają przed telewizorami miliony telewidzów.

## Live cooking w restauracjach
Od wielu lat restauracje i firmy cateringowe są wyposażone w swoje stanowiska do grillowania, gotowania. To umożliwiało przygotowywanie dań w plenerze. W latach 80. popularność zyskało gotowanie przy stoliku gości na gorących płytach w azjatyckich restauracjach. Przykładem takiego widowiska jest teppanyaki. Tak właśnie się zrodził pomysł na live cooking – koncepcja budowy kulinarnego widowiska wokół procesu tworzenia potraw.
Gotowanie na żywo może odbywać się także w formie transmisji w mediach społecznościowych. W praktyce nie różni się od tych, które odbywają się w świecie rzeczywistym – poza tym, że widzowie nie mogą spróbować potraw.
Live cooking stało się sposobem na uatrakcyjnienie branżowych spotkań lub prywatnych imprez. Może ono przyjmować formę warsztatów, wieczornych spotkań, a nawet być formą atrakcji turystycznej.